# 銀海区
銀海区（ぎんかい-く）は中華人民共和国広西チワン族自治区北海市に位置する市轄区。

## 行政区画
- 鎮:福成鎮、銀灘鎮、平陽鎮、僑港鎮